# Florida (condado de Montgomery, Nueva York)
Florida es un pueblo ubicado en el condado de Montgomery en el estado estadounidense de Nueva York. En el año 2000 tenía una población de 2,731 habitantes y una densidad poblacional de 21 personas por km².

## Geografía
Florida se encuentra ubicado en las coordenadas 42°54′00″N 74°23′00″O / 42.90000, -74.38333.

## Demografía
Según la Oficina del Censo en 2000 los ingresos medios por hogar en la localidad eran de $43,317, y los ingresos medios por familia eran $49,100. Los hombres tenían unos ingresos medios de $29,917 frente a los $26,944 para las mujeres. La renta per cápita para la localidad era de $18,246. Alrededor del 4.4% de la población estaban por debajo del umbral de pobreza.